# 张庄镇 (禹城市)
张庄镇，是中华人民共和国山東省德州市禹城市下辖的一个乡镇级行政单位。

## 行政区划
张庄镇下辖以下地区：
张庄社区、前王社区、周庄社区、前黄社区、三庙社区、黎济寨社区、琉璃庙社区、胡庄社区、蔡窑社区、沟刘社区、油坊社区、姚张社区、洼里冯社区、周奎禹社区、贾庄社区、大段社区、李元庄社区、北孙社区、大洼王社区、冯晏社区和宗集村。